# 莱普朗 (加尔省)
莱普朗（法語：Les Plans，法語發音：[le plɑ̃]）是法国加尔省的一个市镇，属于阿莱斯区。

## 地理
莱普朗（44°8'32"N, 4°12'39"E）面积6.15 平方千米，位于法国奧克西塔尼大區加尔省，该省份为法国南部沿海省份，南端濒地中海，北起顺时针与阿尔代什省、沃克吕兹省、罗讷河口省、埃罗省、阿韦龙省和洛泽尔省接壤。
与莱普朗接壤的市镇（或旧市镇、城区）包括：布鲁泽莱萨莱斯、蒙斯、纳瓦塞勒、圣瑞斯特和瓦基耶尔、塞尔瓦。

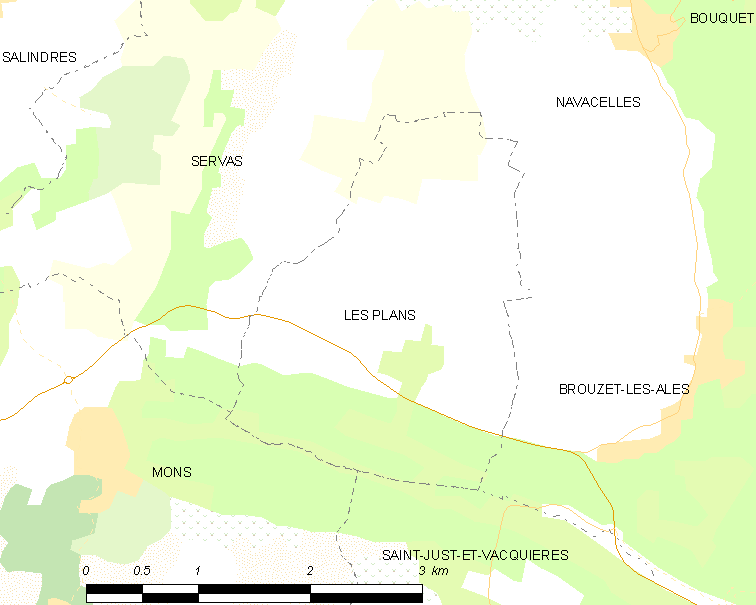
的OSM定位图

莱普朗的时区为UTC+01:00、UTC+02:00（夏令时）。

## 行政
莱普朗的邮政编码为30340，INSEE市镇编码为30197。

## 政治
莱普朗所属的省级选区为阿莱斯第二县。

## 人口

1962-2008年间人口变化图示

莱普朗于2022年1月1日时的人口数量为291人。